# Bioparc de Doué-la-Fontaine
Koordinaten: 47° 11′ 25,8″ N, 0° 17′ 58,1″ W

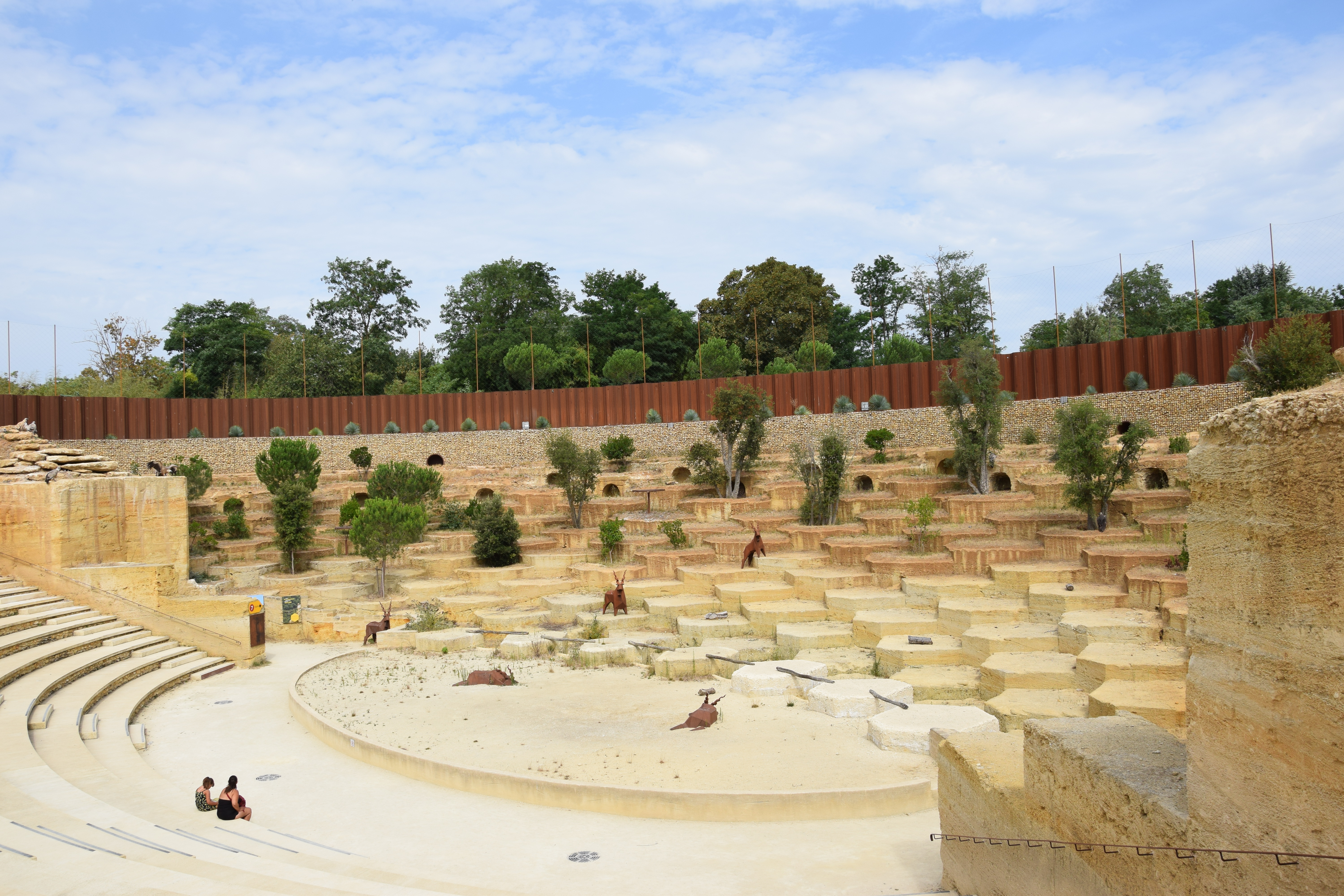
Gänsegeieranlage mit Freilichttheater

Der Bioparc de Doué-la-Fontaine ist ein parkartiger Zoo in der Ortschaft Doué-la-Fontaine in der französischen Gemeinde Doué-en-Anjou im Département Maine-et-Loire in der Region Pays de la Loire. Er ist bei der European Association of Zoos and Aquaria (EAZA) sowie der World Association of Zoos and Aquariums (WAZA) akkreditiert und Teilnehmer am Europäischen Erhaltungszuchtprogramm (EEP) von in Zoos gehaltenen Tierarten. Im Jahr 2022 besuchten rund 275.000 Personen den Zoo.

## Geschichte
Im Jahr 1960 entdeckte Louis Gay, ein in einem Familienbetrieb tätiger Gastronom einen alten, verlassenen Steinbruch in Doué-la-Fontaine. Auch die Umgebung des Steinbruchs war mit dschungelartiger Vegetation ein Ort unberührter Natur. Diese außergewöhnliche Landschaft erweckte in Gay einen schon lange gehegten Wunsch: die Erschaffung eines Refugiums für Tiere. Sogleich begann er mit der Aufschlüsselung des Geländes und der Errichtung von Anlagen zur Unterbringung von Tieren. Am 14. Juli 1961 wurde der privat geführte Zoo eröffnet. 1972 stellte Gays Sohn Pierre den Natur- und Artenschutz in den Vordergrund und schloss sich mit Naturschutzverbänden zusammen, um die Besucher für diese Themen zu sensibilisieren. Zum 40-jährigen Jubiläum des Bioparks gründete Pierre Gay 2001 das Projets Nature mit dem Motto „Um die Natur zu retten, müssen wir den Menschen helfen.“ Im Jahr 2003 stieß François Gay, der Enkel des Gründers zum Team des Zoos und begann als Landschaftsbauingenieur mit der Neugestaltung vieler Anlagen.

## Anlagenkonzept
Die Kreativität des Landschaftsbauingenieur Pierre Gay drückt sich in der Gestaltung vieler Anlagen aus. Die vorhandene landschaftliche Struktur des Geländes wird dabei sinnvoll mit einbezogen, beispielsweise Felsformationen, Naturhöhlen und Waldgebiete. Dadurch ergeben sich für die Tiere Rückzugs- und Versteckzonen. Für Steppenbewohner wie Giraffen, Zebras, Antilopen und Gazellen gibt es außerdem ausgedehnte Freiflächen. Primaten leben zumeist frei auf künstlich angelegten, vegetationsreichen Inseln. Pinguine bewohnen ein felsiges Gelände. Vögel sind in einer großen, begehbaren Freiflughalle und zusätzlichen Volieren zu besichtigen. Gänsegeier halten sich auf einer einem Amphitheater ähnelnden Anlage auf, wo sie bei der Fütterung von den Besuchern aus nächster Nähe beobachtet werden können. Die Parkverwaltung ist auch bemüht, den Pflanzenreichtum mit seiner lokalen, unverfälschten Artenvielfalt zu erhalten.
Untere Ebene:
Giraffencamp
Das hinter dem Eingang gelegene Giraffencamp beherbergt die namensgebenden Kordofan-Giraffen und Grevy-Zebras. 2006 wurde der Themenbereich um ein Panoramarestaurant mit u. a. Wandmalereien erweitert.
Okapi-Heiligtum
Das Okapi-Heiligtum ist ein 4.000 m² großer, ehemaliger Steinbruch, der mit einem 20 Meter hohen Netz überspannt ist und von den Besuchern über einen Höhenpfad betreten werden kann. Die Anlage wurde 2013 eröffnet und beherbergt neben den namensgebenden Okapis auch Eulenkopfmeerkatzen und einige Vögel wie Glanzklaffschnäbel, Afrikanische Höckerglanzgänse, Abdimstörche, Rotnasen-Grün-, Guinea- und Oliventauben, Opalracken, Riesenturakos, Kräuselhaubenperlhühner, Graupapageien, Goliathreiher, Hagedasche, Hammerköpfe, Pharaonenibisse, Nilgänse, Nimmersatte und Kappengeier. Zu ehemaligen Bewohnern gehören Rotducker, Sattelstörche und Kongopfauen. Die Voliere ist von der höheren Ebene ebenfalls einsehbar.
Leoparden-Canyon
Im Leoparden-Canyon sind in drei Gehegen Sri-Lanka-Leoparden, Java-Leoparden sowie Rote Pandas und Chinesische Muntjaks im alten Gehege der Persischen Leoparden.
Große Südamerikanische Voliere
Die einen Hektar große Voliere gehört zu den größten Volieren Europas. Die Voliere liegt in einem künstlichen Steinbruch und kann vom Besucher durch einen Tunnel betreten werden. In der Voliere leben 600 Vögel, welche den Arten Blaustirnamazone, Rotohrara, Hyazinthara, Grünflügelara, Magellan-Dampfschiffente, Patagonische Schopfente, Rotmaskensittich, Gelbe Pfeifgans, Witwenpfeifgans, Chileflamingo, Graumöwe, Punaibis, Schwarzzügelibis, Roter Sichler, Rotkopfgans, Felsensittich, Blaukehlguan, Punaente, Chilekrickente, Rotschulterente, Kahnschnabel, Chilepfeifente, Inkaseeschwalbe und Truthahngeier. In abgetrennten Gehegen der Voliere leben Humboldtpinguine, Südpudus und Sechsbinden-Gürteltiere.

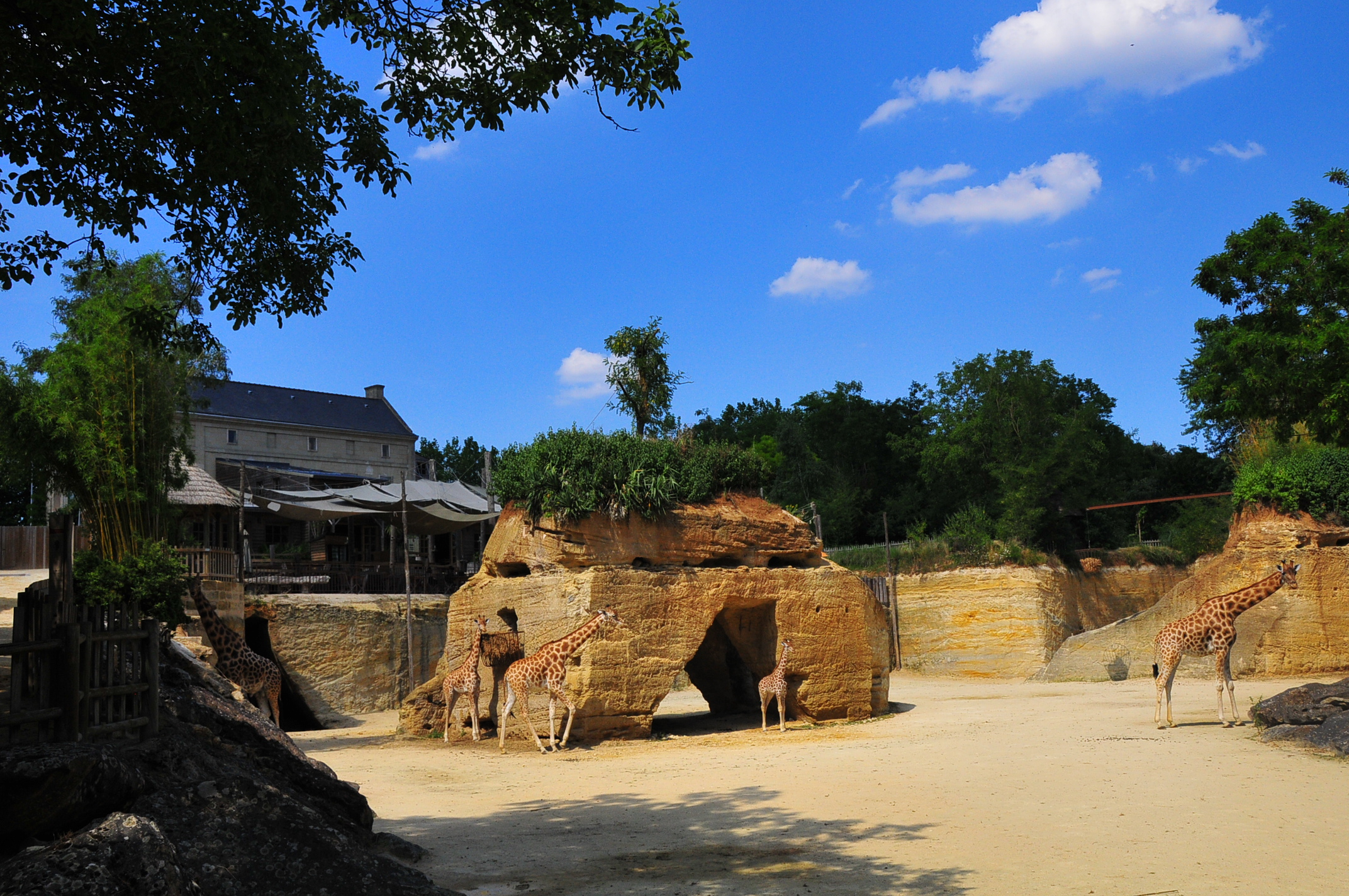
Anlage für Giraffen
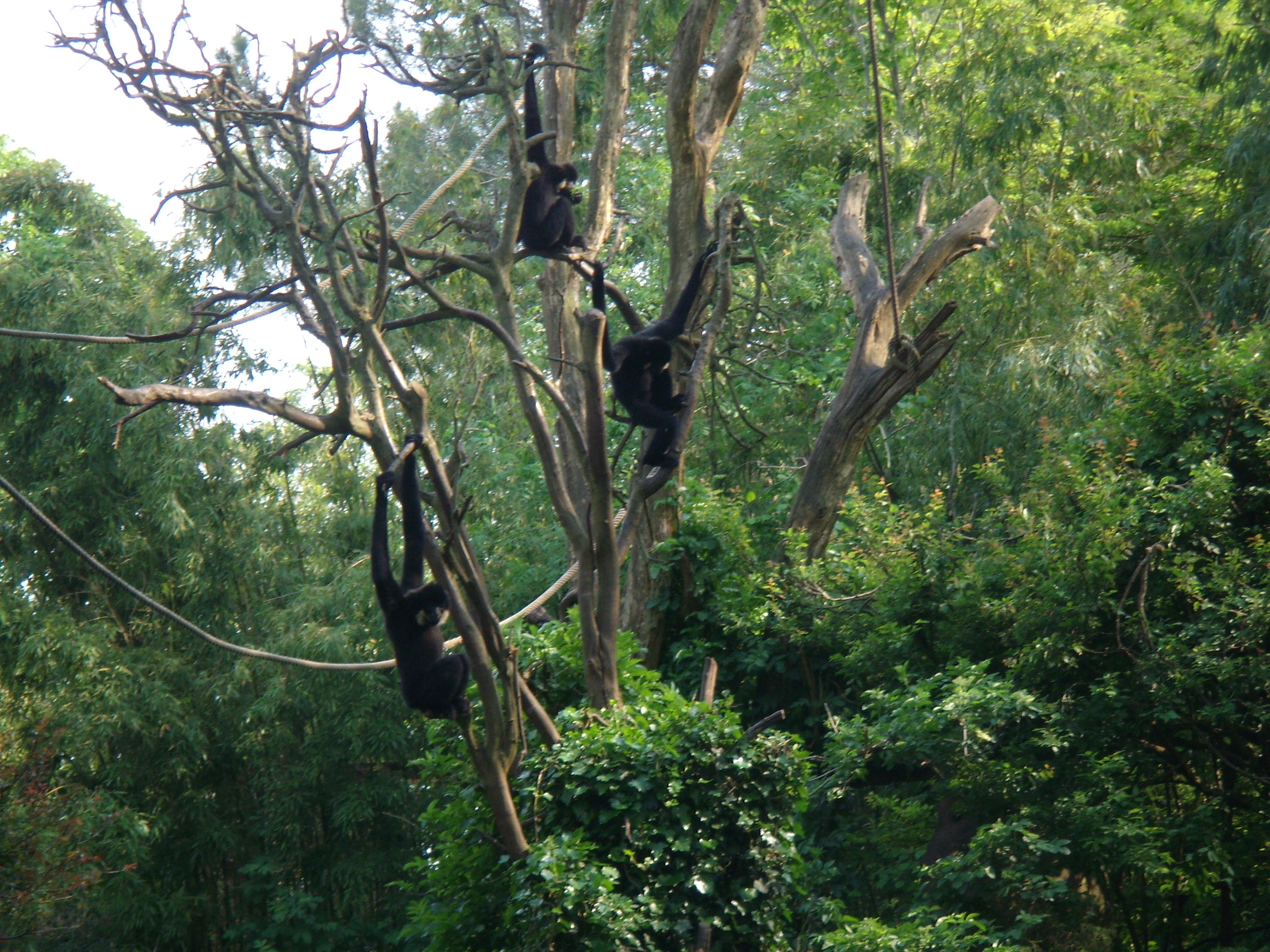
Gibboninsel
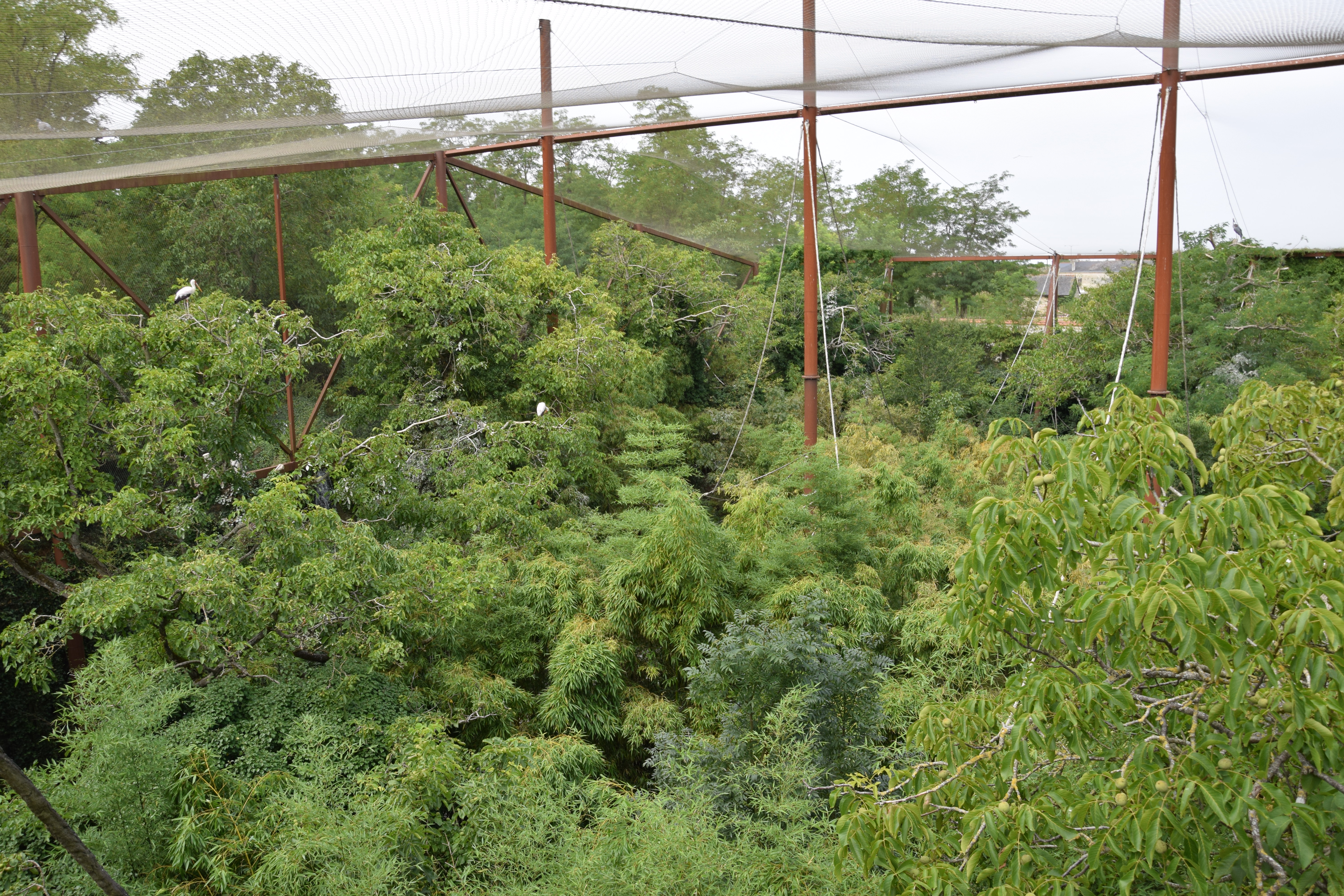
Freiflughalle
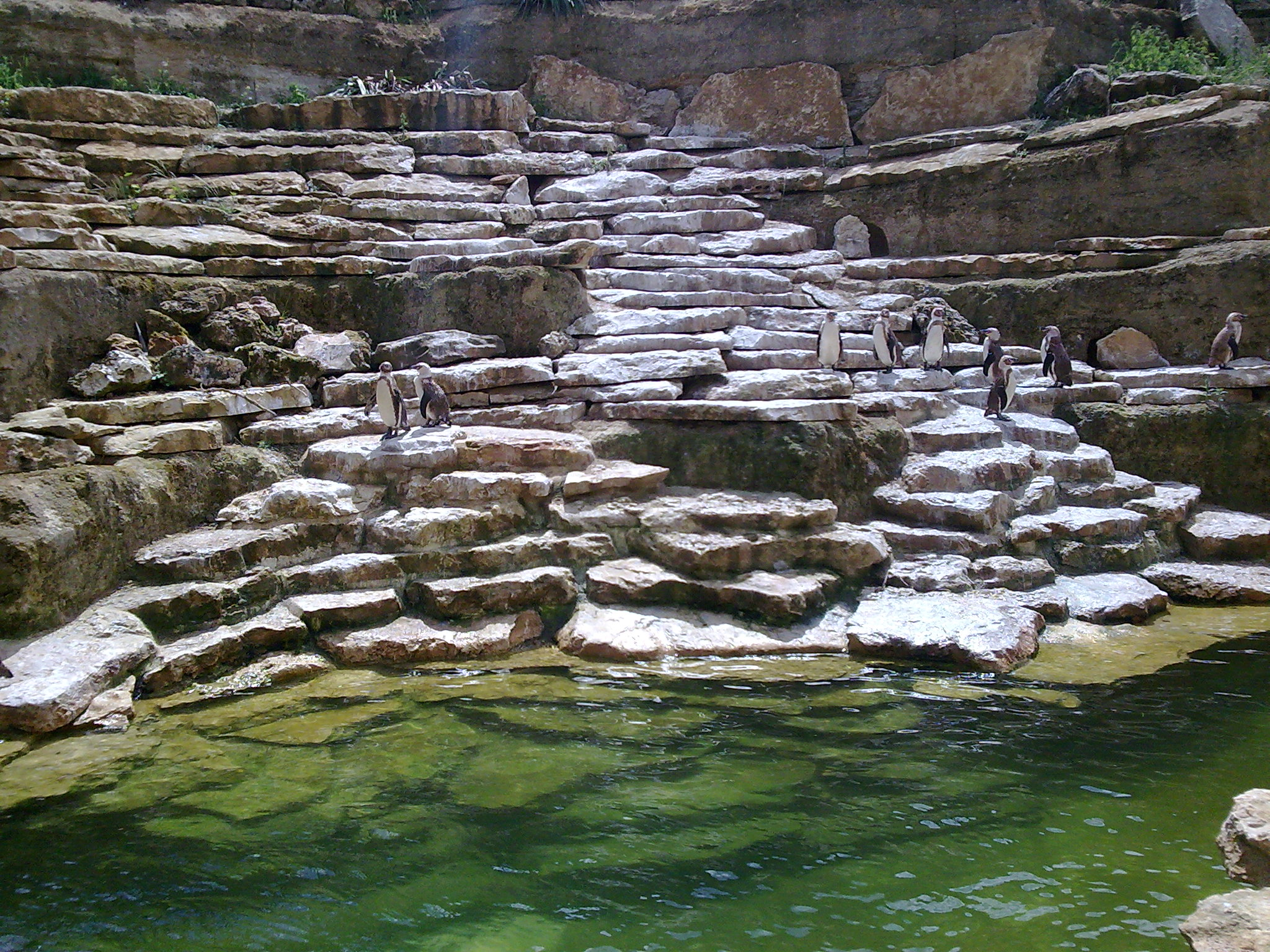
Pinguinanlage

Der empfohlene Rundgang erschließt alle Tieranlagen. Dabei bewegen sich die Besucher zunächst auf einer unteren Ebene am Fuße der Steinbruchbereiche sowie teilweise in Tunneln und am Boden der begehbaren Volieren. Danach setzen sie den Rundgang auf der oberen Ebene fort, die zum Teil einem konventionellen Zoo ähnelt (z. B. bei den Affeninseln). An vielen Stellen erreichen sie aber auch die gleichen Anlagen wie im unteren Rundgang und haben dort eine andere Perspektive auf diese Gehege.

## Tierbestand
Auf dem ca. 15 Hektar großen Gelände werden rund 1800 Tiere mit etwa 130 Arten gehalten. Überwiegend werden Säugetiere, Reptilien und Vögel aus Europa, Asien, Afrika sowie aus Südamerika gezeigt.

## Arterhaltungs- und Schutzprogramme
Von den 130 im Biopark vertretenen Tierarten befinden sich 30 % auf der Roten Liste gefährdeter Arten, wo sie als „gefährdet“, „stark gefährdet“ oder „vom Aussterben bedroht“ geführt werden. Ein Ziel des Parks ist es, die Besucher auf diese Gefahren aufmerksam zu machen und Lösungen zu suchen, die der Arterhaltung dienen. Im Jahr 2022 nimmt der Biopark an 42 Ex-situ-Programmen der EAZA teil. Die Ex-situ-Programme sind nicht als Ersatz für In-situ-Programme gedacht. Vielmehr werden gemeinsame In-situ- und Ex-situ-Programme angestrebt, bis hin zur Wiederauswilderung von in Zoos geborenen Individuen in die Freiheit für Arten, für die dies möglich ist.
Für die Erhaltungszucht hat der Zoo einige spezielle Volieren und Käfige eingerichtet, die für die Öffentlichkeit nicht zugänglich sind. Dort werden Mönchsgeier, Schmutzgeier und Rote Varis gehalten, die nach den Empfehlungen des jeweiligen Koordinators verpaart werden. Die dort geborenen Jungtiere sollen in Zusammenarbeit mit Naturschutzverbänden ausgewildert werden, um die Wildpopulationen zu stärken.

## Sonderprogramme
Unter dem Namen „Betreuer für einen Tag“ besteht für Besucher die Möglichkeit, einen halben Tag lang an den verschiedenen Aufgaben eines Tierpflegers teilzunehmen. Dabei haben die Teilnehmer dann gemeinsam mit den Tierpflegern folgende Aufgaben: Identifizierung der Art, Zubereitung von Nahrungsmitteln, Fütterung, Pflege und Reinigung der Außenanlagen und Gebäude sowie des Parks sowie Verlegung oder Versetzung der Tiere. Es wird ein privilegierter Kontakt zu einzelnen Tieren aus den Bereichen große Pflanzenfresser, Fleischfresser, Vögel, Primaten und Reptilien aufgenommen. Die Teilnahme ist für Besucher ab 16 Jahre möglich.

## Galerie
Die nachfolgende Bildauswahl zeigt einige Tiere aus dem Bestand des Zoo de Doué-la-Fontaine:

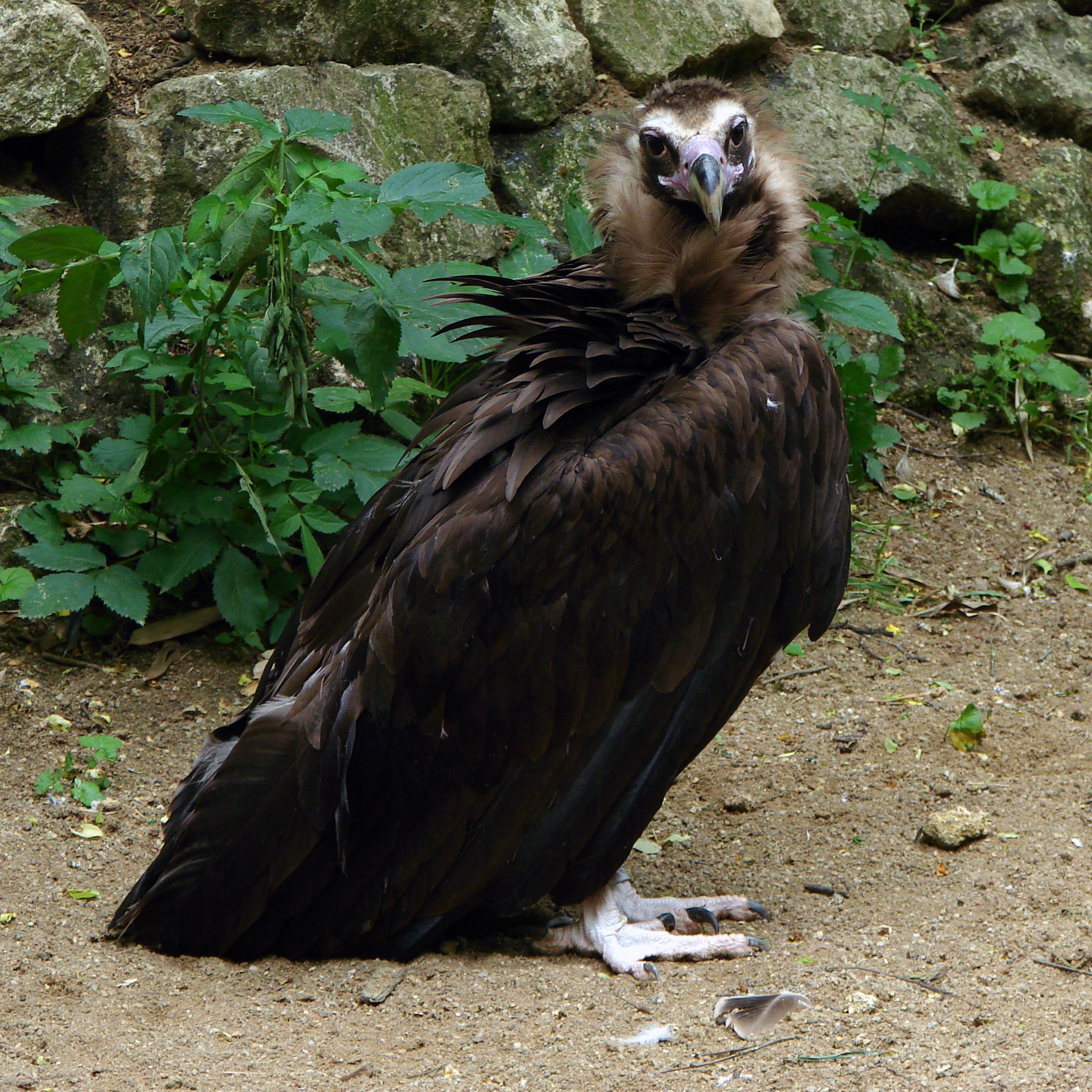
Mönchsgeier
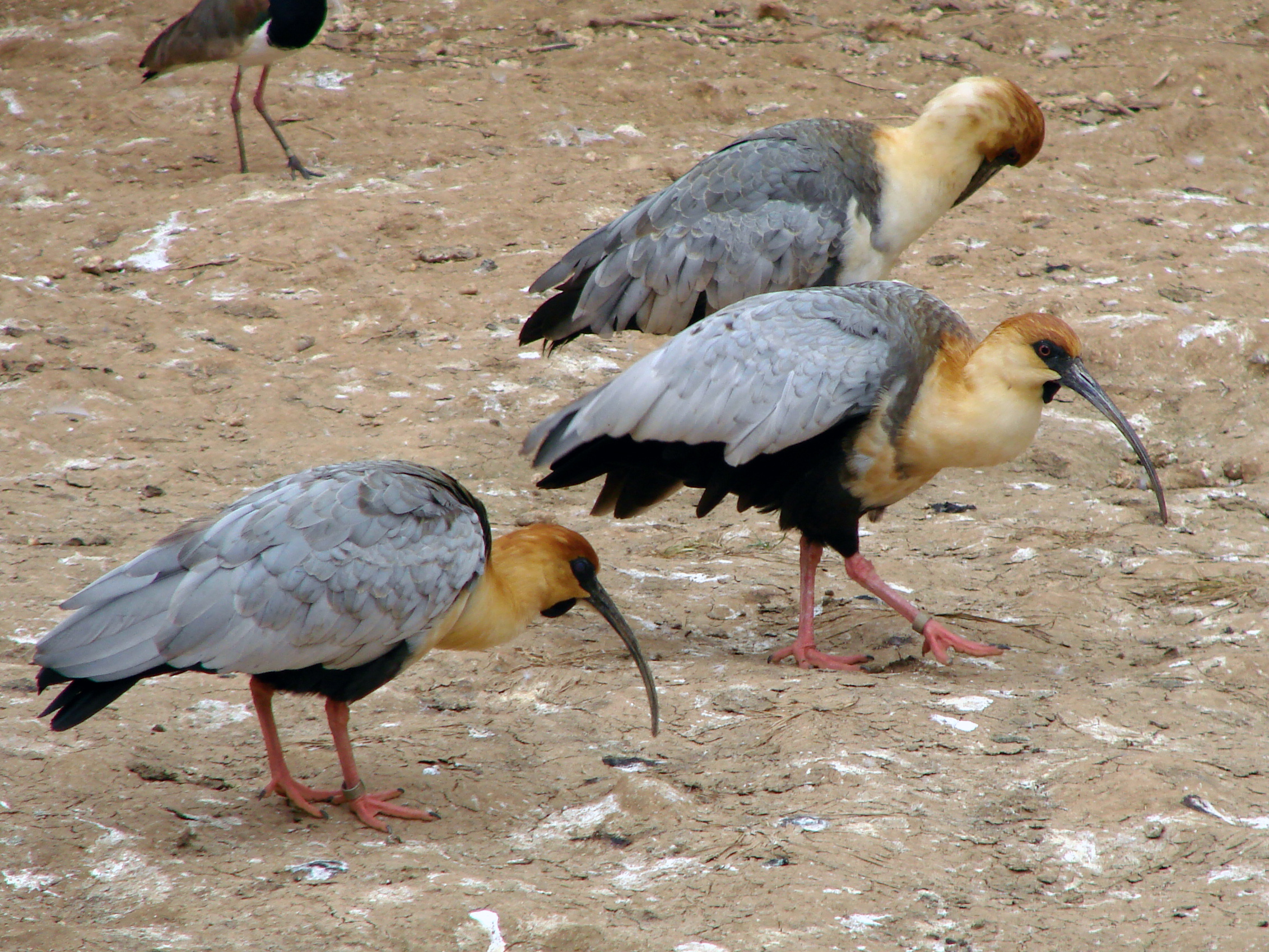
Schwarzzügelibisse
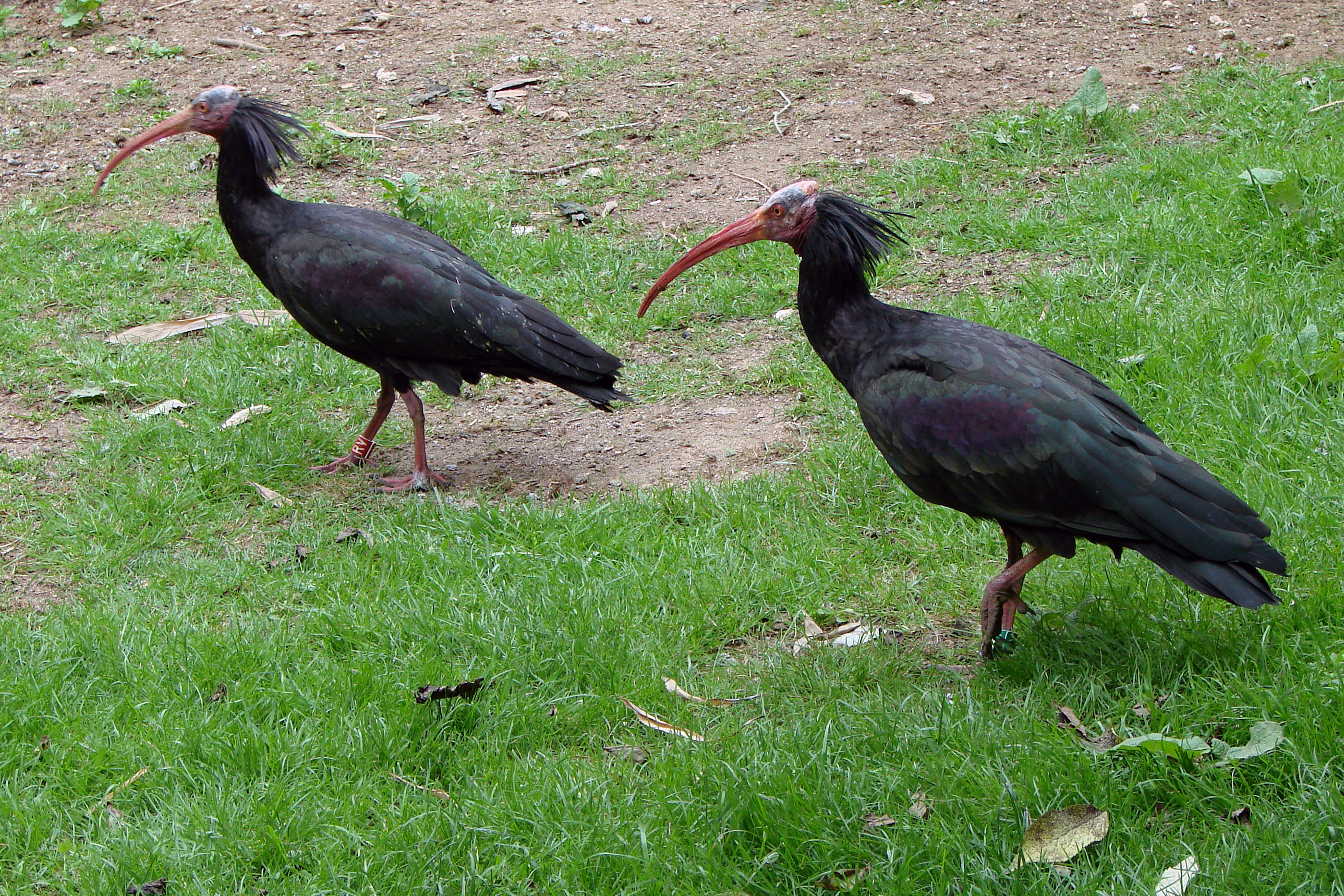
Waldrappe
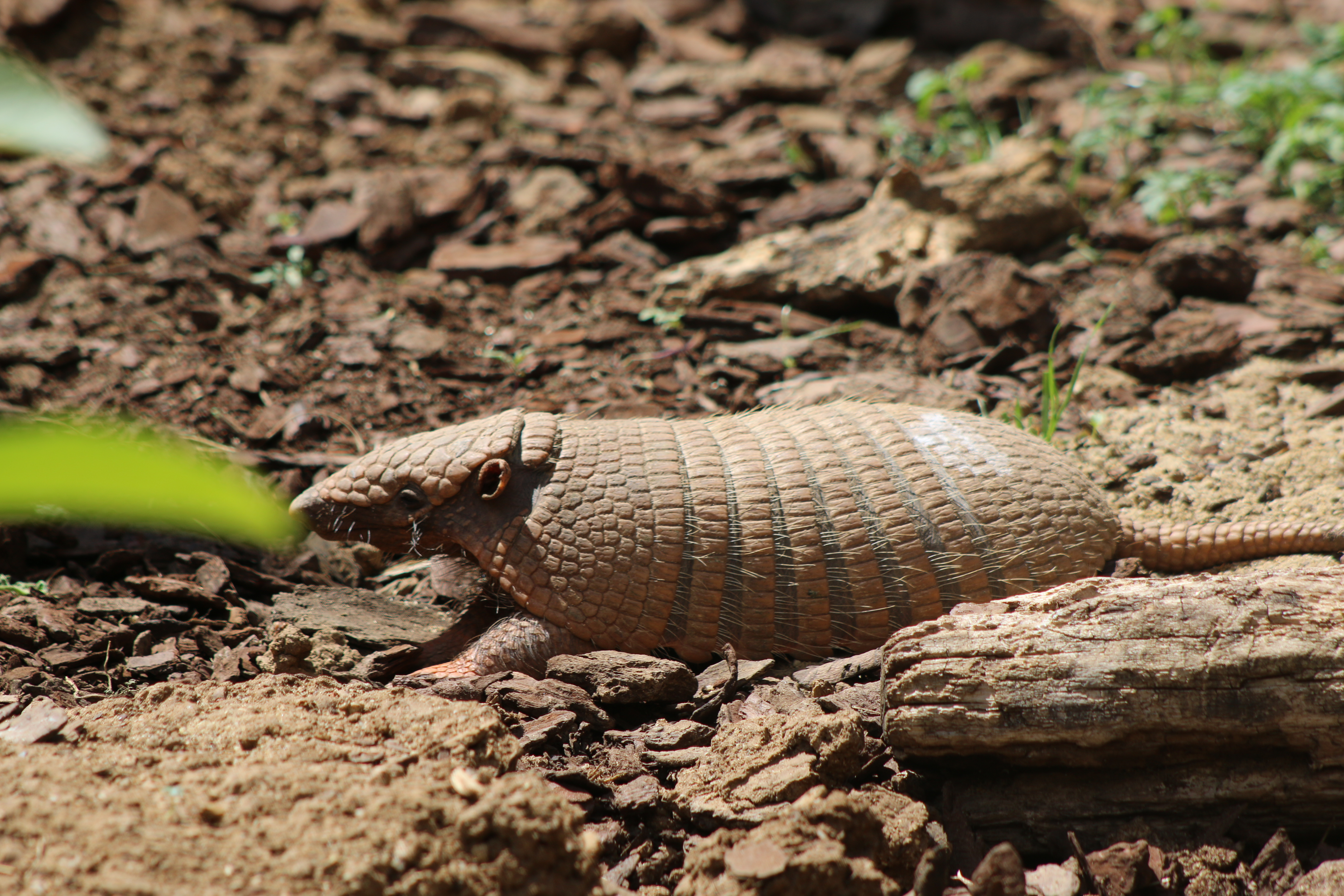
Sechsbinden-Gürteltier
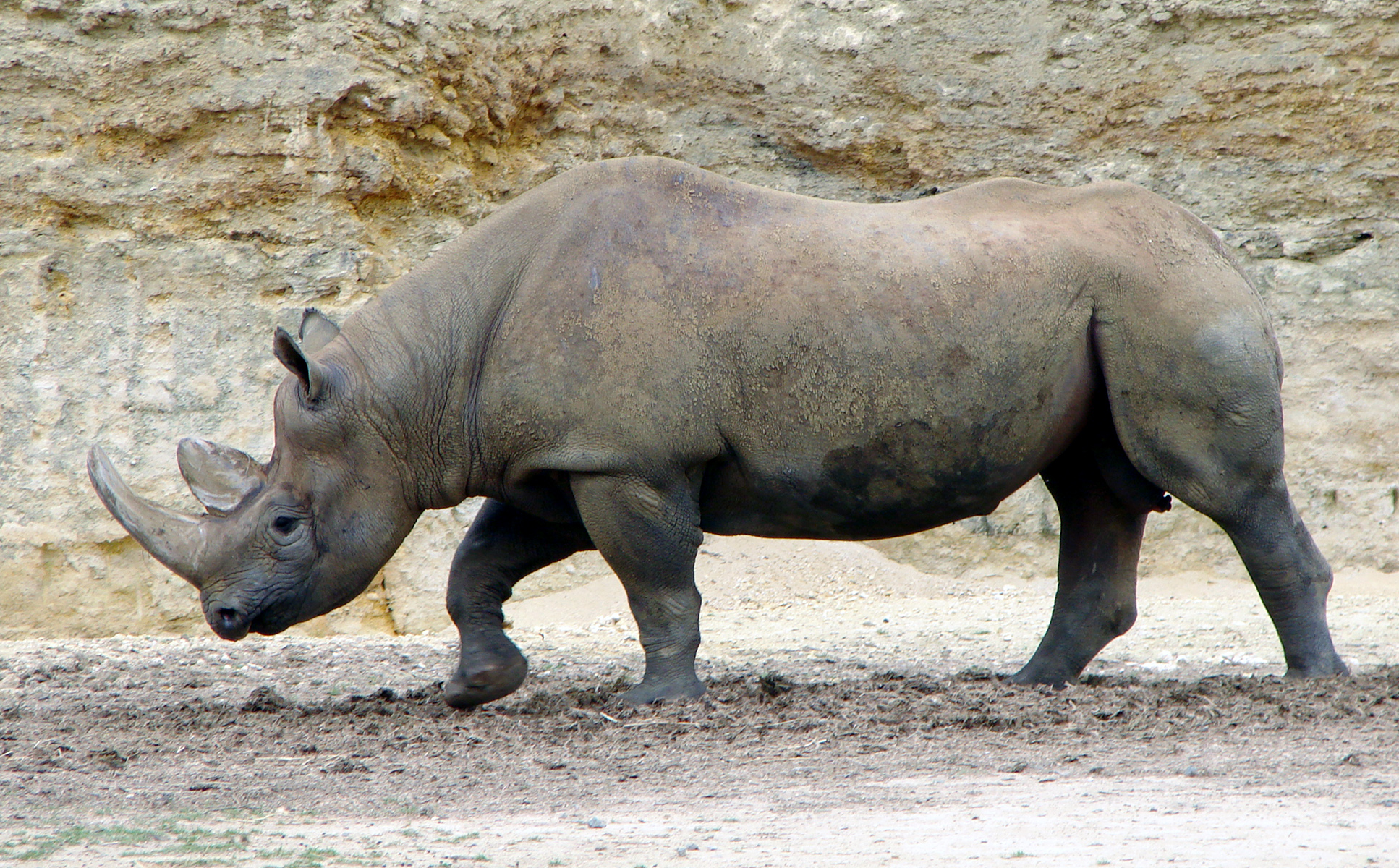
Spitzmaulnashorn
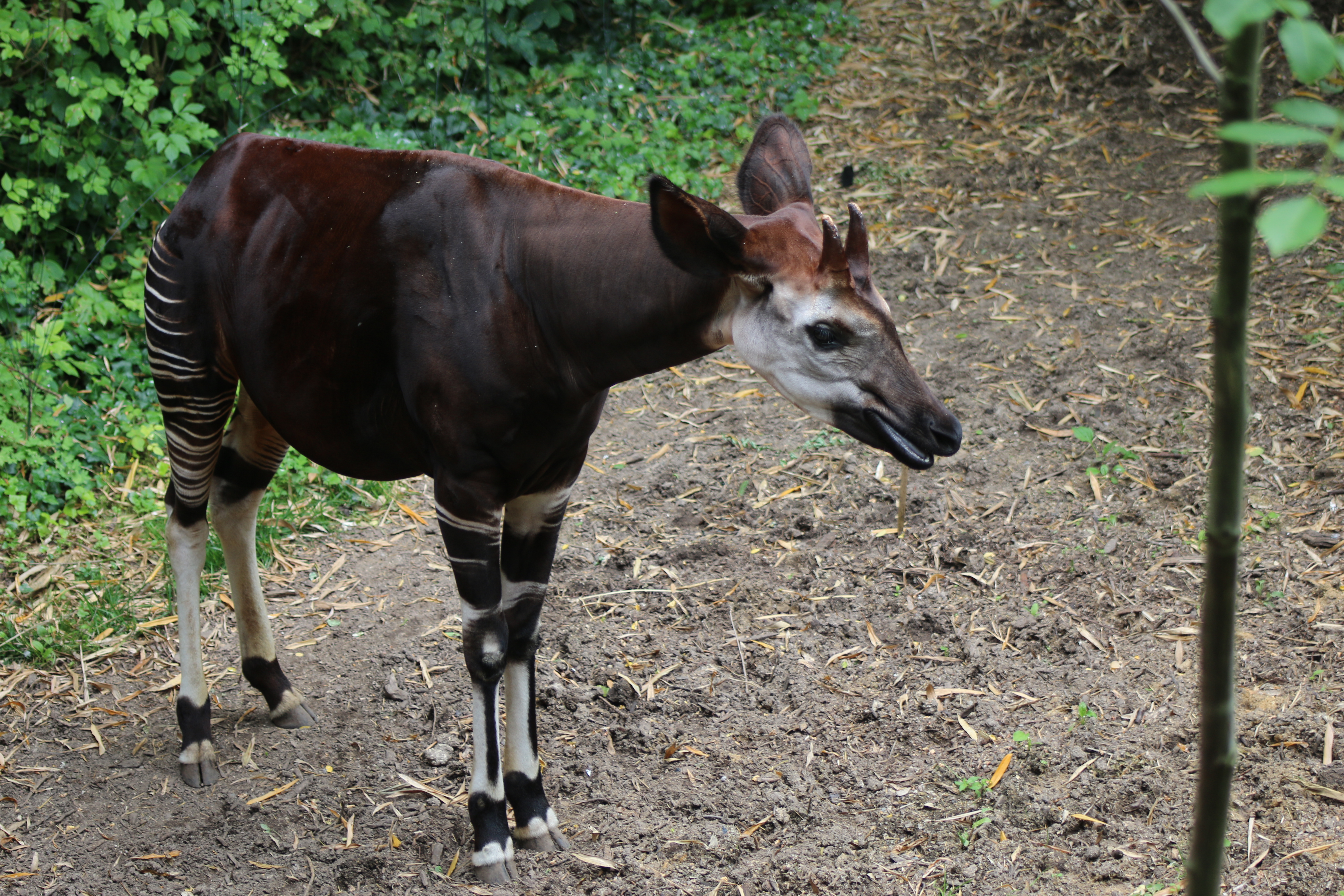
Okapi
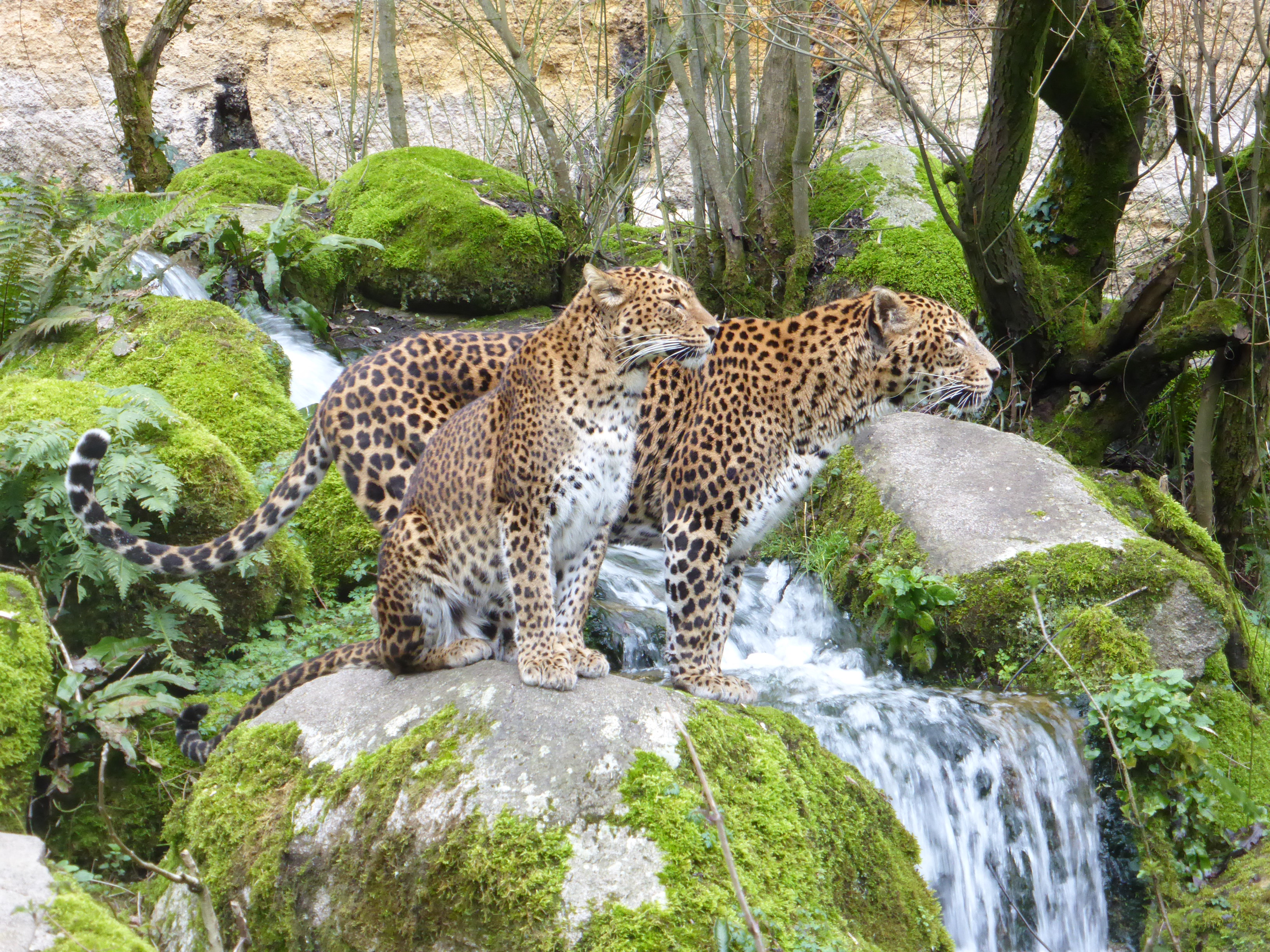
Sri-Lanka-Leoparden
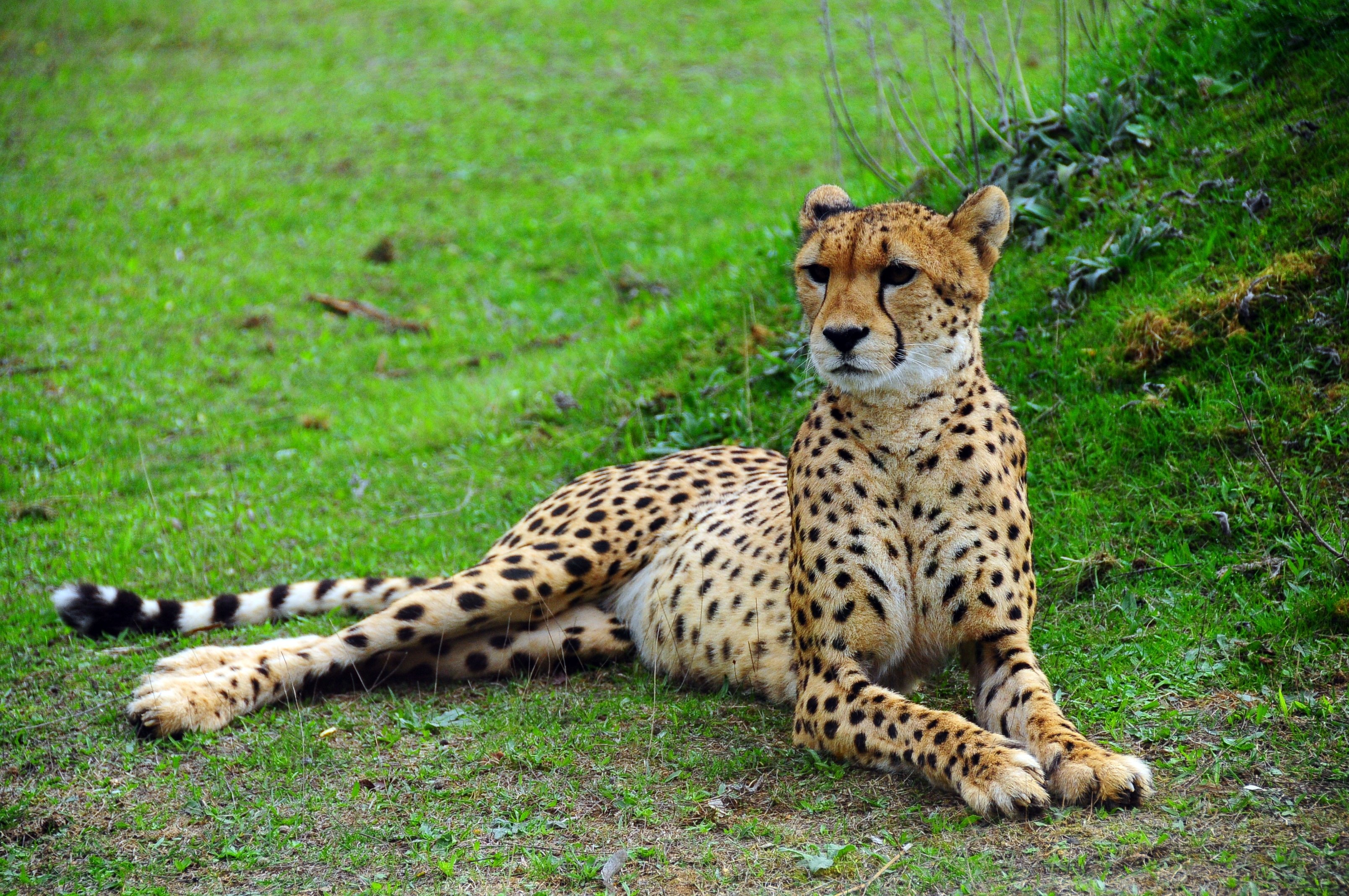
Gepard
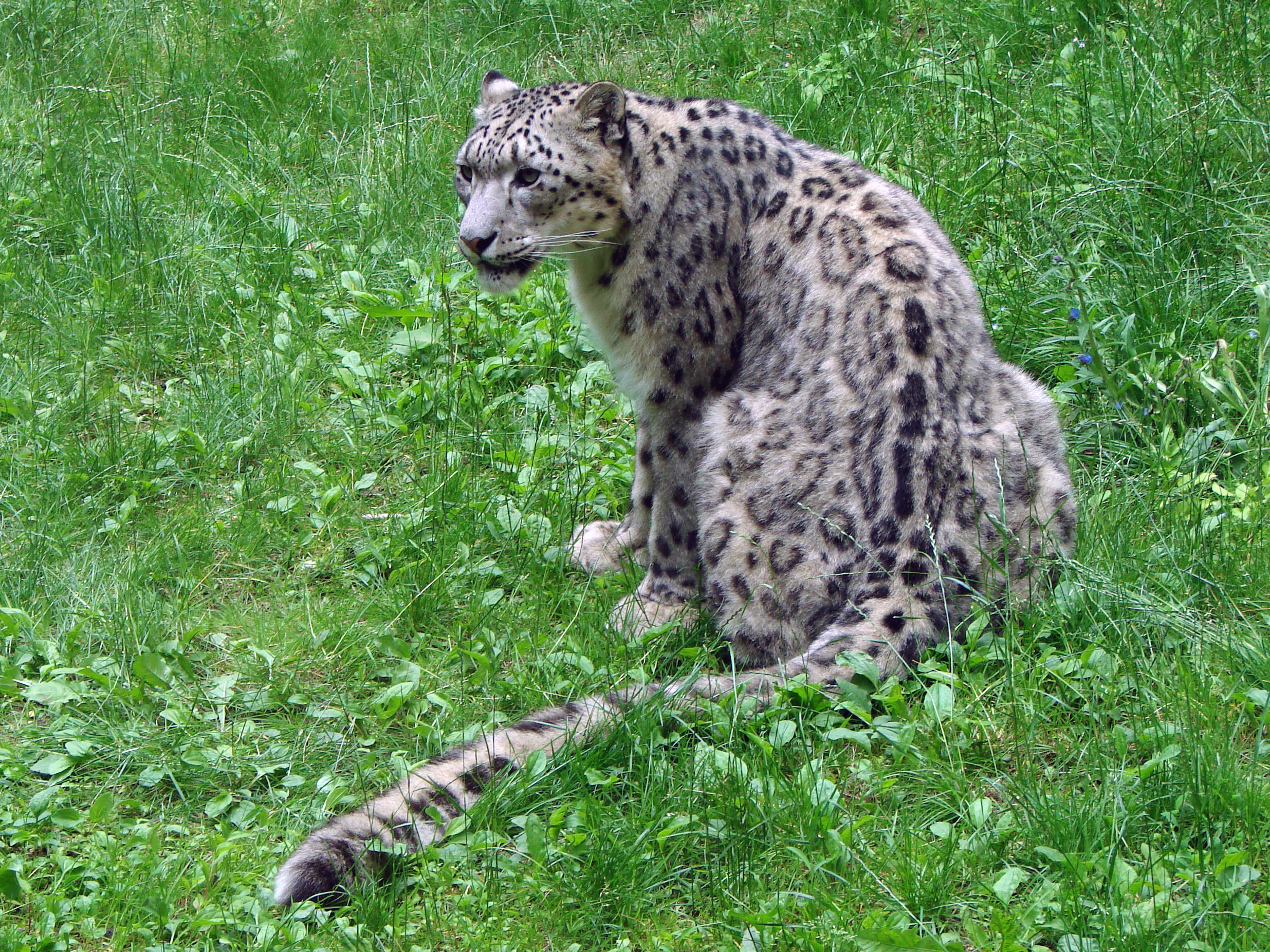
Schneeleopard
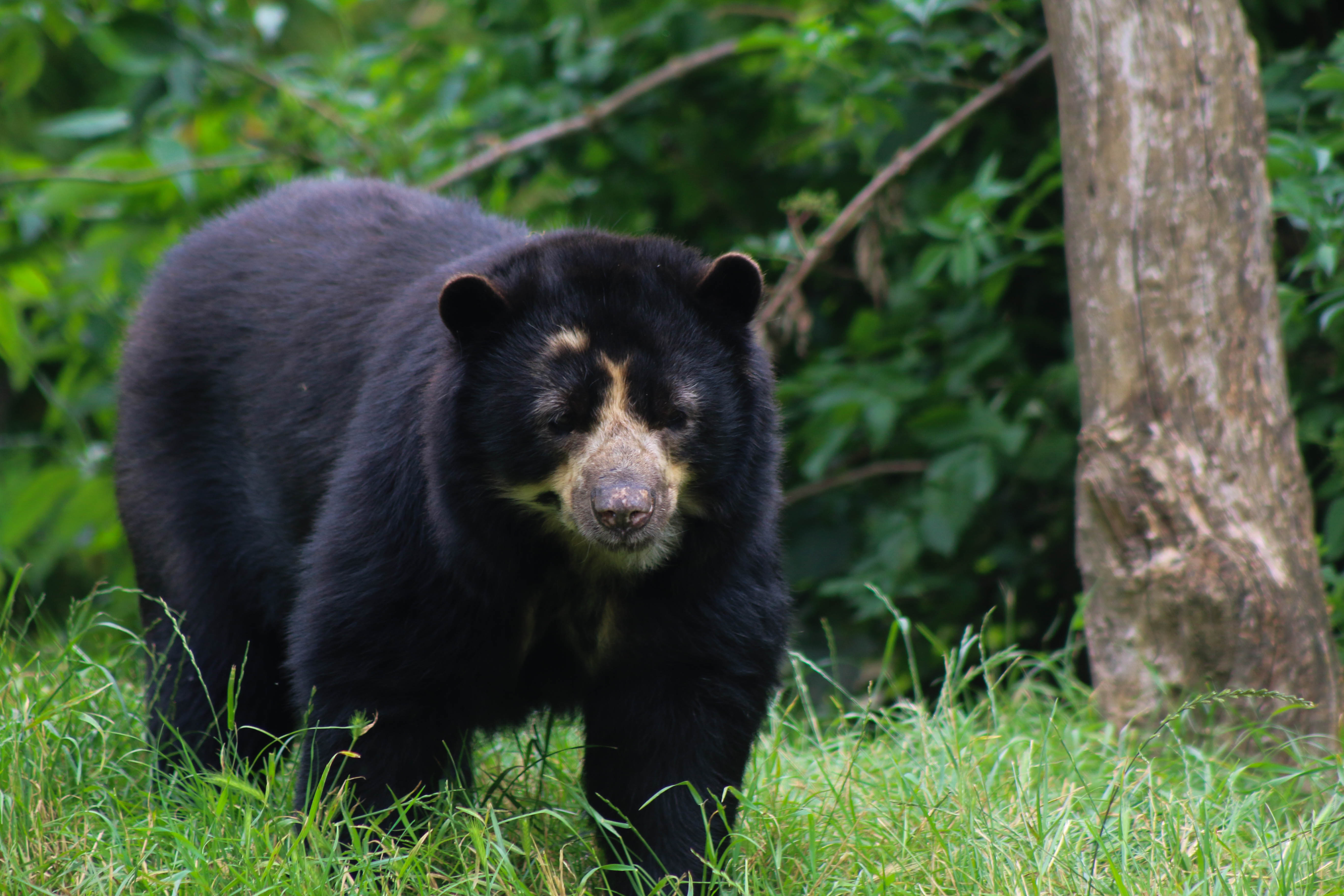
Brillenbär